# مدروان (بزنجان)
مدروان (بالفارسية: مدروان) هي قرية تقع في إيران في قسم بزنجان الريفي. يقدر عدد سكانها بـ 414 نسمة بحسب إحصاء 2016.